# Eat Me, Drink Me
Eat Me, Drink Me är Marilyn Mansons sjätte studioalbum, utgivet den 5 juni 2007. Musikerna bakom skivan är Marilyn Manson (sång) och Tim Sköld (gitarr och bas).

## Låtlista
1. "If I Was Your Vampire" – 5:56
2. "Putting Holes in Happiness" – 4:31
3. "The Red Carpet Grave" – 4:05
4. "They Said That Hell's Not Hot" – 4:17
5. "Just A Car Crash Away" – 4:55
6. "Heart-Shaped Glasses (When the Heart Guides the Hand)" – 5:05
7. "Evidence" – 5:19
8. "Are You the Rabbit?" – 4:14
9. "Mutilation Is The Most Sincere Form of Flattery" – 3:52
10. "You and Me and the Devil Makes 3" – 4:24
11. "Eat Me, Drink Me" – 5:40

## Bonusspår
1. "Heart-Shaped Glasses (When the Heart Guides the Hand)" (Inhuman Remix by Jade E Puget) (International Bonus Track) – 4:07
2. "Heart-Shaped Glasses (When the Heart Guides the Hand)" (Space Cowboy Remix) (Australia/Japan/New Zealand/UK Bonus Track) – 5:22
3. "Putting Holes in Happiness" (Acoustic Version) (Japan Bonus Track) – 4:10
4. "Heart-Shaped Glasses (When the Heart Guides the Hand)" (Penetrate the Canvas Remix) (Best Buy Bonus Download Track) — 4:48